# Dictya mexicana
Dictya mexicana är en tvåvingeart som beskrevs av Steyskal 1954. Dictya mexicana ingår i släktet Dictya och familjen kärrflugor. Inga underarter finns listade i Catalogue of Life.